# Аліловий комплекс перехідних металів

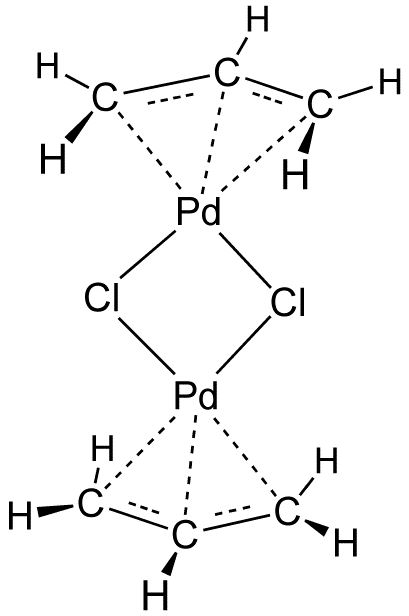
Структура димеру хлориду алілпаладію

Алільні комплекси перехідних металів - це координаційні комплекси з алілом та його похідними у вигляді ліганд. Аліл – це радикал зі зв'язністю CH2CHCH2, хоча як ліганд його зазвичай розглядають як алільний аніон CH2 = CH − CH2− , який зазвичай описують як дві еквівалентні резонансні структури.

## Приклади
Алільний ліганд зазвичай зустрічається в металоорганічній хімії. Алільні ліганди зв'язуються з металами через усі три атоми вуглецю, що відповідає способу зв'язування η3. η3- алільна група класифікується як ліганд типу LX у схемі класифікації лігандів Green LXZ, виконуючи роль 3e- донора за допомогою нейтрального підрахунку електронів та 4e - донора за допомогою іонного підрахунку електронів.

### Сфера застосування
Зазвичай алільні ліганди зустрічаються в комплексах зі змішаними лігандами. Приклади включають (η3 - аліл)Mn(CO)4 та CpPd(аліл).
Замісники в алільній групі також є поширеними, наприклад, 2-металіл.

### Гомолептичні комплекси
- біс(аліл)нікель [2]
- біс(аліл)паладій [2]
- біс(аліл)платина [2]
- трис(аліл)хром [2]
- трис(аліл)родій [3]
- трис(аліл)іридіум [3]

## Хелатні біс(алільні) комплекси

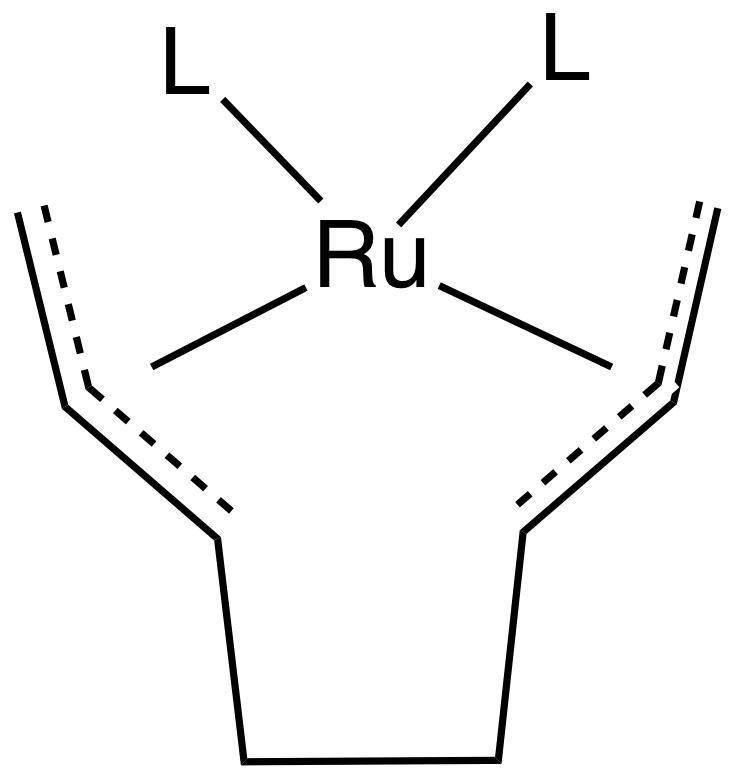
Загальна структура хелатного біс(алільного) комплексу Ru (L = алкен, фосфін)

1,3- Дієни, такі як бутадієн та ізопрен, димеризуються в координаційних сферах деяких металів, утворюючи хелатні біс(алільні) комплекси. Такі комплекси також виникають внаслідок розкриття кільця дивінілциклобутану. Хелатні біс(алільні) комплекси є проміжними продуктами в метал-каталізованій димеризації бутадієну з утворенням вінілциклогексену та циклоокта-1,5-дієну.

## Аліл σ-ліганди
Також відомі комплекси з η1 -алільними лігандами (класифіковані як ліганди X-типу). Одним із прикладів є CpFe(CO)2( η1-C3H5 ), в якому лише метиленова група приєднана до залізо-центру (тобто він має зв'язність [Fe]–CH2–CH=CH2 ). Як і у випадку з багатьма іншими η1 -алільними комплексами, моногаптичність алільного ліганду в цьому виді підкріплюється правилом 18 електронів, оскільки CpFe(CO)2( η1-C3H5 ) вже є 18-електронним комплексом, тоді як η3- алільний ліганд призвів би до кількості електронів 20 та порушив би правило 18 електронів.
Такі комплекси можуть перетворюватися на η3 - алільні похідні шляхом дисоціації нейтрального (двоелектронного) ліганду L. Для CpFe(CO)2(η1 - C3H5) дисоціація L = CO відбувається за фотохімічних умов:
CpFe(CO)2(η1-C3H5) → CpFe(CO)(η3-C3H5) + CO

## Синтетичні методи
Алільні комплекси часто утворюються шляхом окислювального приєднання алільних галогенідів до низьковалентних металічних комплексів. Цей спосіб використовується для отримання (аліл)2Ni2Cl2:
2Ni(CO)4 + 2ClCH2CH=CH2 → Ni2(μ-Cl)2(η3-C3H5)2 + 8CO
Подібне окислювальне приєднання включає реакцію алілброміду з нонакарбонілом дизаліза. Окисне приєднання також використовується для отримання алільних комплексів Mo(II):
 Mo(CO)3(pyridine)3  + BrCH2CH=CH2  →   Mo(CO)2(Br)(C3H5)(pyridine)2  +  pyridine +  CO
Інші методи синтезу включають приєднання нуклеофілів до η4-дієнових комплексів та відщеплення гідридів від алкенових комплексів. Наприклад, хлорид паладію(II) реагує з алкенами, утворюючи спочатку алкеновий комплекс, але потім відщеплює водень, утворюючи дихлоргідридопаладієвий алкеновий комплекс, а потім відділяє HCl:
PdCl2 + >C=CHCH< → Cl2Pd–(η2-(>CCHCH<)) → Cl₂Pd(H)⚟(>CCHC<) → ClPd⚟(>CCHC<) + HCl
Один алільний комплекс може переносити алільний ліганд  з одного комплексму на інший.  Аніонний металокомплекс може витісняти галогенід, утворюючи алільний комплекс. Однак, якщо металевий центр координований з 6 або більше іншими лігандами, аліл може опинитися «захопленим» як σ( η1-)-ліганд. За таких обставин нагрівання або опромінення може призвести до дислокації іншого ліганду, звільняючи місце для зв'язку алкен-метал 
Реакції сольового метатезису можуть приєднувати алільний ліганд з алілмагнійброміду або спорідненого аліллітієвого реагенту. Однак, попередники солей карбаніону потребують ретельного синтезу, оскільки алілгалогеніди легко піддаються реакції Вюрца. Алілгалогеніди ртуті та олова, схоже, уникають цієї побічної реакції.

## Бензильні комплекси

Структура тетрабензилцирконію з опущеними атомами H для ясності.

Бензильні та алільні ліганди часто проявляють подібні хімічні властивості. Бензильні ліганди зазвичай використовують або η1, або η3 типи зв'язку. Реакції взаємоперетворення аналогічні реакціям η1- або η3 -алільних лігандів:
CpFe(CO)2(η1-CH2Ph) → CpFe(CO)(η3-CH2Ph) + CO
У всіх типах зв'язку бензильний атом вуглецю міцніше приєднаний до металу, що підтверджується відстанями зв'язків M-C, які відрізняються приблизно на 0,2 Å у комплексах, пов'язаних зв'язком η3. Рентгенівська кристалографія демонструє, що бензильні ліганди в тетрабензилцирконії є дуже гнучкими. Один поліморф містить чотири η²-бензильні ліганди, тоді як інший поліморф має два η1- та два η²-бензильні ліганди.

## Застосування
Алільні комплекси часто обговорюються в академічних дослідженнях, але мало хто з них має комерційне застосування. Популярним алільним комплексом є алілпаладій хлорид.
Реакційна здатність алільних лігандів залежить від загального комплексу, хоча вплив металевого центру можна приблизно описати як 
(більш реакційноздатний) Fe ≫ Pd > Mo > W (менш реакційноздатний)
Такі комплекси зазвичай є електрофільними (тобто реагують з нуклеофілами), але нікель -алільні комплекси зазвичай є нуклеофільними (відповідно з електрофілами). У першому випадку приєднання може відбуватися в незвичайних позиціях і може бути корисним в органічному синтезі.